# Sanquelim
Sanquelim é uma cidade  no distrito de Goa Norte, no estado indiano de Goa.

## Demografia
Segundo o censo de 2001, Sanquelim tinha uma população de 11 191 habitantes. Os indivíduos do sexo masculino constituem 52% da população e os do sexo feminino 48%. Sanquelim tem uma taxa de literacia de 77%, superior à média nacional de 59,5%: a literacia no sexo masculino é de 82% e no sexo feminino é de 71%. Em Sanquelim, 11% da população está abaixo dos 6 anos de idade.